# Olbiogaster
Olbiogaster is een muggengeslacht uit de familie van de venstermuggen (Anisopodidae). De wetenschappelijke naam van het geslacht is voor het eerst geldig gepubliceerd in 1886 door Carl Robert Osten-Sacken.
Dit geslacht komt voor in het Neotropisch gebied (Centraal- en Zuid-Amerika). Soorten uit andere gebieden die vroeger tot Olbiogaster werden gerekend, zijn door Amorim en Tozoni ondergebracht in de geslachten Eogaster (Afrotropisch gebied en Oriëntaals gebied) en Austrogaster (Australaziatisch gebied).

## Soorten
- O. sackeni Edwards, 1915
- O. taeniatus (Bellardi, 1862)
- O. texana Lane and d'Andretta, 1958